# Links
Links è un browser open source testuale con interfaccia a riga di comando.

## Storia
La versione originale di Links fu sviluppata da Mikuláš Patočka nella Repubblica Ceca. Il suo gruppo, Twibright Labs, più tardi sviluppò la versione 2, questa versione può visualizzare la grafica [links -g], renderizzare font in diverse dimensioni (con antialiasing) e supporta JavaScript. Il browser risultante è molto veloce, ma non mostra molte pagine come dovrebbero essere visualizzate. Il modo grafico funziona sui sistemi Unix anche senza X o qualsiasi ambiente grafico, usano sia SVGALib o il framebuffer della scheda video del sistema.
Andrey Mirtchovski lo ha portato su Plan 9. È considerato un buon browser su quel sistema operativo, sebbene alcuni utenti si siano lamentati della sua incapacità di copia/incolla con il buffer di Plan 9.
La comunità internazionale di Evolt.org attualmente mantiene una versione non supportata sul suo archivio per Windows a 32 bit.

## Caratteristiche[3]
Dispone di una semplice interfaccia grafica da terminale, e può visualizzare pagine complesse (supporto all'HTML 4.0 parziale con tabelle e frame, supporto per molteplici set di caratteri), supporta terminali a colori e monocromatici, e permette lo scrolling orizzontale. È disponibile per sistemi POSIX, DOS e Microsoft Windows.
Al contrario di Lynx e w3m, è orientato agli utenti che vogliono un utilizzo visuale e che vogliono mantenere molti elementi tipici delle interfacce grafiche (pop up windows, menus etc.) in un ambiente testuale. La sua usabilità intuitiva lo rende ottimo come web-browser o come libreria da usare in un terminale, Internet point, etc.

## Forks[4]
ELinks ("Experimental/Enhanced Links") è un fork portato avanti da Petr Baudis. È basato su Links 0.9. Ha uno sviluppo molto più aperto ed incorpora patches da altre versioni di Links (come ad esempio la estensione addizionale dello scripting in Lua) e dagli utenti internet.
Links Hacked è un'altra versione del browser Links che si è fusa in Elinks disponibile in Links 2.
È stato portato a girare anche sulla piattaforma Sony PSP da Rafael Cabezas (a.k.a. Raf), e sull'xbox originale.